# ضياء الدين محمد الفياض
ضياء الدين محمد الفياض وهو سياسي عراقي شغل منصب عضو في مجلس النواب العراقي في دورته الأولى من عام 2005 إلى 2010.